# Escudo de Soriano
El Escudo del Departamento de Soriano, Uruguay, fue creado por Wilde Marotta Castro. Aprobado por el gobierno municipal de Soriano el 4 de octubre de 1957, luego de Concurso Nacional abierto.

## Descripción

### Forma
El campo del escudo tiene una concepción que podríamos llamar clásica. Sigue una corriente estilística de acuerdo a su época.

### Colores
- Rojo: Símbolo de valor, atrevimiento o intrepidez. Es el color de los guerreros que confían en la fuerza de su brazo para salir triunfantes en cualquier empresa.
- Azul o azur: Símbolo de la justicia y hermosura. Símbolo también del mes de abril (19 de abril de 1825, desembarco de los Treinta y Tres Orientales).
- Negro o sable: Símbolo de la honestidad.
- Blanco: Símbolo del agua. Símbolo del mes de febrero (28 de febrero, Grito de Asencio). Significa pureza.
- Oro: Símbolo de riqueza y poder.
- Verde: Símbolo de amistad y esperanza.

### Blasón
El Escudo Nacional de Uruguay tiene 4 símbolos: la balanza, el cerro, el caballo y el toro. De estos cuatro símbolos el departamento de Soriano toma para su escudo el caballo, pues es la cuna de la libertad de Uruguay.
El escudo tiene los tres colores de la bandera del Gral. José Artigas y de los Treinta y Tres Orientales (rojo, blanco y azul).Estos tres colores, con el caballo, están rodeados con un marco de color oro que representa la riqueza y el poder. Sobre él vemos escrita en letras negras la leyenda que sintetiza el trascendente significado de Soriano en la formación de la nacionalidad uruguaya: "Aquí Nació la Patria".
En la parte superior del escudo está simbolizado el origen del pueblo uruguayo: una vincha con cinco plumas representando a los indígenas autóctonos y los colores amarillo y rojo representando a la raza española que descubriera, conquistara y colonizara, fundando además el pueblo más antiguo de Uruguay: Santo Domingo Soriano.
La vincha luce la fecha de la fundación de Villa Santo Domingo Soriano, las plumas los colores de la patria y dan un sentido de ubicación al blasón, significando cada una de ellas otros tantos sucesos históricos importantes de la historia uruguaya, que son:
- Fortín de San Salvador, primer establecimiento en Uruguay, fundado por Gaboto en 1527.
- Fundación de Santo Domingo Soriano, población más antigua de Uruguay.
- Primer Cuartel General de la Revolución, establecido en Mercedes el 11 de abril de 1811.
- Grito de Asencio, primera expresión de independencia, surgida el 28 de febrero de 1811.
- Desembarco de los 33 Orientales, donde se inició la Cruzada Libertadora el 19 de abril de 1825.

El blasón está rodeado por ramas de laureles, simbolizando la gloria del departamento por haber participado en sucesos importantes de la historia uruguaya.
- Datos: Q8778066